# Gens Veturia

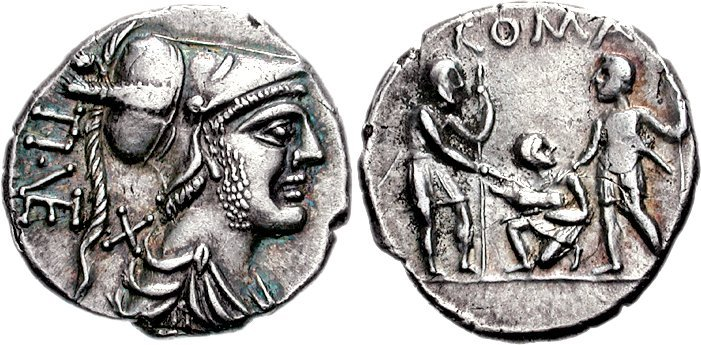
Denario de Tiberio Veturio, 137 a. C. En el anverso aparece la cabeza de Marte, posible alusión a Tiberio Veturio Filón, el flamen martialis. En el reverso se representa un juramento: un samnita (izquierda) y un romano (derecha) unen sus espadas

La gens Veturia, antiguamente llamada Vetusia, fue una familia patricia de la Antigua Roma, que tenía también ramas plebeyas. La rama patricia era de gran antigüedad. Según la historia legendaria, Mamurio Veturio vivió en tiempo de Numa Pompilio, e hizo las ancilas sagradas.
Los Veturii son también mencionados en los primeros tiempos de la República, y uno de ellos, Publio Veturio Gémino Cicurino, fue cónsul en el undécimo año de la República,  499 a. C.. Los Veturii raramente aparecen en tiempos posteriores de la República, y después del año 206 a. C., cuando Lucio Veturio Filón era cónsul, su nombre desaparece de los Fasti.

## Origen de la gens
De la tradición de Mamurio Veturio como conectado con la historia de Numa, y también de tener dos nombres gentilicios,  podemos concluir que los Veturii eran de origen Sabino, y pertenecían a la segunda tribu de Roma, los Tities o Titienses. La forma antigua del nomen, Vetusius, siguió el mismo patrón que muchos otros nomina, incluyendo Fusius, Papisius, Numisius, y Valesius los cuales se convirtieron en Furius, Papirius, Numerius, y Valerius.

## Praenomina utilizados por la gens
Cada rama de los Veturii utilizó un grupo ligeramente diferente de praenomina. Las dos ramas más antiguas, que llevaban el cognomen Cicurinus, parecen ser descendientes de los hijos de Publio Veturio Gémino Cicurino. La rama que retuvo el apellido Geminus utilizó Titus y Gaius, mientras que los Crassi Cicurini utilizaron Spurius, Tiberius, Marcus, Lucius, y Gaius. Titus y Spurius eran los praenomina dominantes en las generaciones tempranas de la familia, mientras Lucius era el nombre más común entre los Veturii posteriores. Los Veturii Filones también utilizaron el praenomen Postumus.

## Ramas y cognomina de la gens
los Veturii estuvieron divididos en familias, llevando respectivamente los nombres de Calvinus, Crassus Cicurinus, Geminus, Cicurinus, y Filo. Las monedas de la gens Veturia no tienen ningún cognomen.
Cicurinus era el cognomen de una familia patricia de la gens. Varrón dice que los Veturii obtuvieron el apellido de su talante tranquilo y doméstico (cicur). Cicurinus parece haber sido el nombre de dos familias distintas de la gens Veturia, que fueron llamadas respectivamente, Crassi Cicurini y Gemini Cicurini.